# Friedrich Theodor Wolff
Friedrich Theodor Wolff (* 28. Februar 1814 in Warberg oder Holzminden; † 11. Januar 1890 in Holzminden) war ein deutscher Jurist. Er war von 1864 bis 1873 Bürgermeister der Stadt Holzminden und von 1879 bis 1888 Präsident des Landgerichts Holzminden.

## Leben
Friedrich Theodor Wolff wurde 1814, kurz vor der Restitution des Herzogtums Braunschweig, geboren. Er beendete 1832 das Gymnasium in Holzminden und studierte anschließend Rechtswissenschaft in Göttingen und Berlin. Nach dem Ersten Staatsexamen und der Ernennung zum Notar war Wolff ab 1836 in Holzminden als Anwalt tätig. Er bestand 1843 das Zweite Staatsexamen. Im Jahr 1850 wurde er Obergerichtsadvokat, war ab 1853 gleichzeitig Konsulent für das Herzogliche Leihhaus und ab 1855 unbesoldetes Mitglied des Holzmindener Stadtmagistrats. Wolff wurde am 19. März 1864 Bürgermeister der Stadt Holzminden. Das Amt hatte er bis 1873 inne, als er in den Justizdienst zurückkehrte und als Obergerichtsrat an das herzogliche Oberlandesgericht nach Wolfenbüttel ging. Wolff wechselte 1879 nach Holzminden, wo er am 1. Oktober Präsident des neu eingerichteten Landgerichts Holzminden wurde. Dieses war für die Kreise Holzminden und Gandersheim zuständig, wurde jedoch bereits 1890 aufgrund mangelnder Auslastung wieder aufgelöst.
Wolff trat 1888 aus gesundheitlichen Gründen auf eigenen Wunsch in den Ruhestand und starb im Januar 1890 im Alter von 75 Jahren in Holzminden.